# Прапор Східної провінції, Шрі-Ланка
Прапор Східної провінції, був прийнятий для Східної провінції Шрі-Ланки 22 травня 2007 року.  

## Історія
Згідно з рішенням Верховного суду від 2007 року, наказ 1987 року про об’єднання двох провінцій, відповідно до Угоди між Індією та Шрі-Ланкою, Північної та Східної, був незаконним, і тому дві провінції повинні управлятися окремо. Це означало два окремі прапори для північної і східної провінцій. 
Прапор Східної провінції було прийнято разом з прапором Північної провінції в Трінкомалі в травні 2007 року. Губернатор Східної провінції контр-адмірал Мохан Вієвікрема, який на той час також виконував обов’язки губернатора Північної провінції, передав два прапори кожному з відповідних головних секретарів ради провінції, С. Рангараджі з Півночі та Герату Абейєвірі зі Сходу, на церемонії в Секретаріаті Губернатора. 

## Символізм
Три символи на прапорі Східної провінції символізують три округи. Орел символізує Тринкомалі, риба - Баттікалоа, а лев - Ампара.  

### Суперечка
Мусульманський конгрес Шрі-Ланки, основна політична партія маврів Шрі-Ланки, каже, що новий дизайн прапора Східної провінції не представляє мусульманську громаду. Хассан Алі, заступник міністра розвитку додаткових культур, порушив питання під час дебатів у Палаті представників щодо неприйняття нового прапора, який не символізує мусульманську громаду. 